# Gazebo
Paul Mazzolini, mer känd under artistnamnet Gazebo, född 18 februari 1960 i Beirut, är en italiensk sångare, låtskrivare, musiker och skivproducent.
"I Like Chopin" är en av hans mest kända låtar. Andra kända låtar är Love in Your Eyes, Lunatic och Masterpiece. Genomarbetade melodislingor och mycket synthesizerinslag är typiska för de kända låtarna. Han har även varit aktiv senare men var som mest känd under 1980-talet.

## Diskografi
Studioalbum
- 1983 – Gazebo
- 1984 – Telephone Mama
- 1986 – Unvision
- 1989 – Sweet Life

Samlingsalbum
- 1998 – The Collection

Singlar
- 1982 – "Masterpiece"
- 1983 – "Love In Your Eyes"
- 1983 – "Lunatic"
- 1983 – "I Like Chopin"